# Johan Kuiperbak

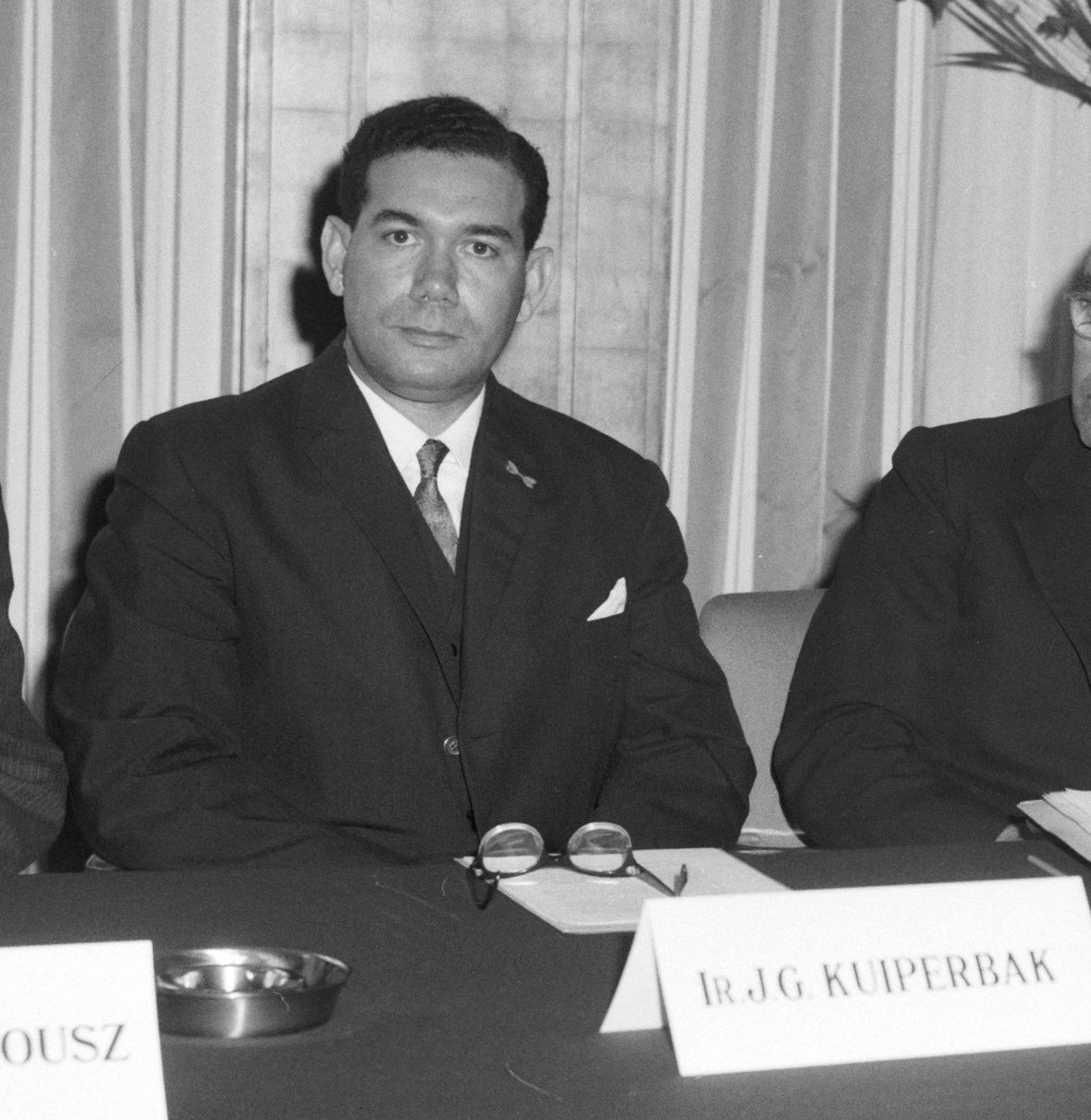
Ir. J.G. Kuiperbak (1962)

Johan George Kuiperbak (Paramaribo, 14 maart 1920 – 25 januari 1999) was een van oorsprong Surinaams ambtenaar en politicus.
Hij werd geboren als zoon van Hendrik Theodoor Kuiperbak (1890-1940) en Sophia Paulina Cesilia Hijum (1890-1946). Zijn vader was in Suriname als topograaf werkzaam bij het departement van Openbare Werken en deze nam in de jaren 20 als topograaf en/of opnemer deel aan meerdere expedities naar de binnenlanden van Suriname.
Zelf behaalde hij in 1935 het mulo-diploma aan de Hendrikschool waarna hij een jaar later naar Nederland vertrok voor verdere opleiding. Hij ging elektrotechniek studeren aan de mts in Amsterdam en midden 1940 behaalde hij daar met lof het diploma. Een jaar later slaagde hij in Haarlem voor het hbs-examen. Hij vervolgde zijn studie aan de Technische Hogeschool Delft waar hij in 1948 slaagde als werktuigbouwkundige ingenieur. Terug in Suriname werd hij later dat jaar benoemd tot hoofdambtenaar bij het departement van Openbare Werken en Verkeer. Hij is in 1950 getrouwd met Henny Alida Krajenbrink en samen kregen zij meerdere kinderen. Kuiperbak was van 1955 tot 1958 namens de Partij Suriname (PS) in het kabinet-Ferrier minister van Openbare Werken en Verkeer. Daarna was hij een van de directeuren van het Brokopondo Bureau. Rond 1961 werd hij directeur van de Stichting Industrie Ontwikkeling Suriname (SIOS). 
Kuiperbak ging weer in Nederland wonen en eind jaren 60 was hij adjunct-directeur bij de Rijksdienst voor het Wegverkeer (RDW). Bij de gemeenteraadsverkiezingen van 1970 was hij in Noordwijk door de VVD kandidaat gesteld. Hij volgde in 1974 J.W. Filz op als de directeur van de RDW. Enkele jaren later werden in Nederland de gele kentekenplaten ingevoerd. Kuiperbak gaf leiding aan de RDW toen ze bezig waren met het invoeren van de algemene periodieke keuring (apk) voor auto's. Door vertraging zou de apk-keuring pas enkele maanden nadat hij in april 1985 met pensioen was gegaan, worden ingevoerd.
Kuiperbak overleed in 1999 op 78-jarige leeftijd waarna de crematie in Leiden plaatsvond.